# 카탈루냐 국립극장

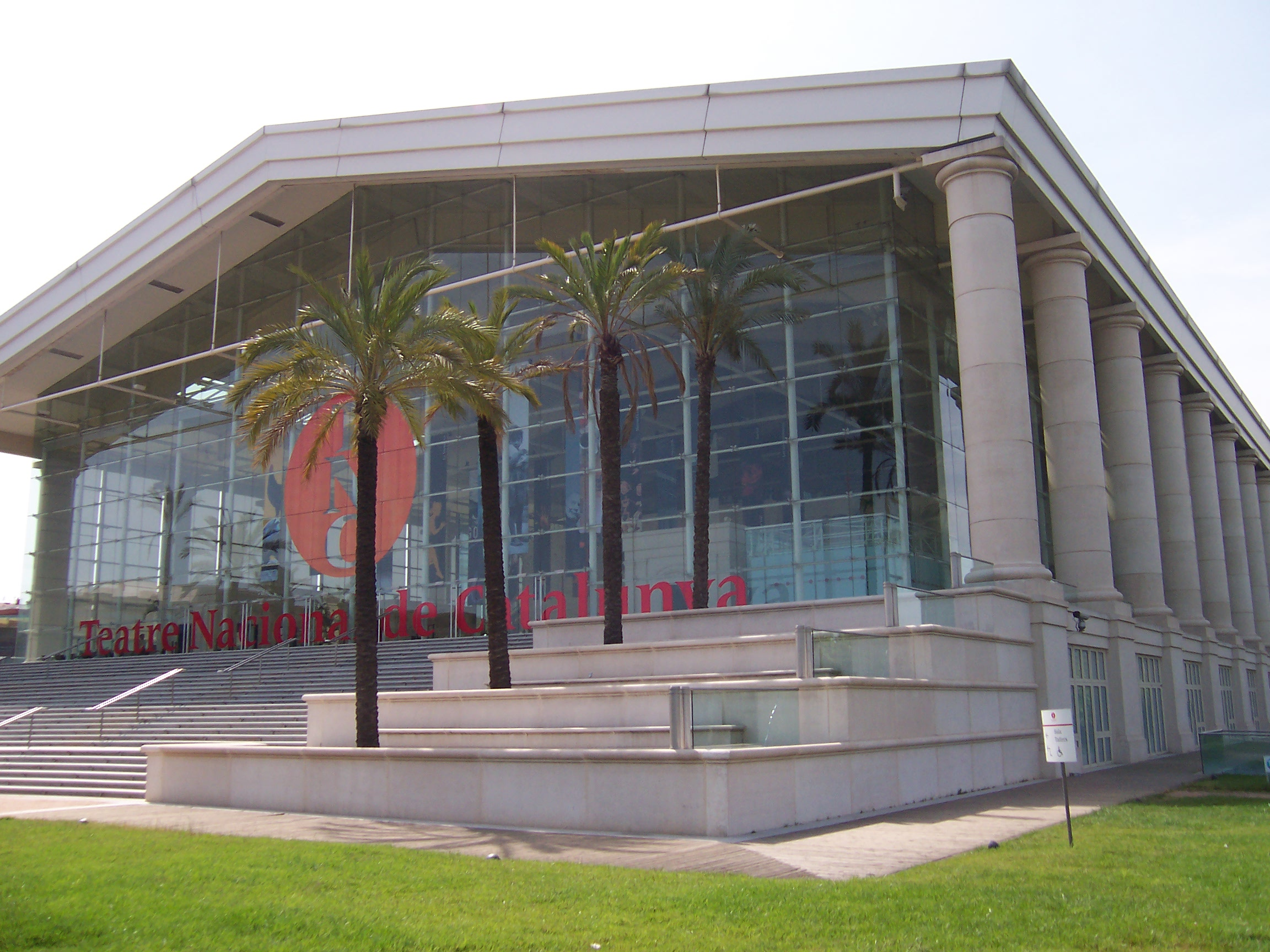
카탈루냐 국립극장

카탈루냐 국립극장(카탈루냐어: Teatre Nacional de Catalunya)은 스페인 바르셀로나에 위치한 극장이다.